# ロバート・フェルドマン
ロバート・アラン・フェルドマン（Robert Alan Feldman, 1953年6月12日 - ）は、アメリカ合衆国のアナリスト。経済学博士。テレビ番組等でコメンテーターも務める。モルガン・スタンレーMUFG証券の日本担当チーフ・アナリスト及び経済調査部長を務めていた。現在は同証券のシニアアドバイザーや東京理科大学の客員教授を務めている。

## 人物・来歴
アメリカ合衆国テネシー州オーク・リッジ出身。東欧ユダヤ系。1970年にAFSの交換留学生として初来日。愛知県名古屋市の南山高等学校にて学ぶ。イェール大学（経済学・日本研究学士）を経て、マサチューセッツ工科大学において経済学博士を取得。野村総合研究所、日本銀行で研究業務、その後国際通貨基金（IMF）勤務を経て、ソロモン・ブラザーズ・アジア証券において主席エコノミストを務めた。
2009年現在、モルガン・スタンレーMUFG証券において日本担当チーフアナリスト及び経済調査部長を務める。他に、経済財政諮問会議に設けられた「日本21世紀ビジョン」専門調査会の「経済財政展望」ワーキンググループ委員も務める。
2010年6月よりオリックスの社外取締役を務めている。
2023年6月より東京海上ホールディングスの社外取締役。
専門分野は、マクロ経済および金融構造論。

## 主張
安倍晋三政権の経済政策「アベノミクス」について「経済学のイロハに従ったものであり、わざわざ『アベノミクス』なる造語で呼ばれるほどの目新しさは備えていない。その真価は、当たり前のことを当たり前に実行・実現できるかで決まる」と述べている。

### 「有識者等からの「集中ヒアリング」において提案された規制・制度改革事項」におけるフェルドマンによる提言の抜粋
2013年7月5・8・17・19日に行われたヒアリングにおける、フェルドマンによる提言を他者との共同提言も含めここに抜粋する。提言全体の約1/3をフェルドマンの提言が占める。
- 借地借家法の定期借家権法への乗り換え
- 羽田・成田間、成田・仙台間の高速鉄道化
- 国内未承認の医療技術・医療機器の持ち込み・使用許可解禁
- チーム医療実施のための外国人看護士等の受入れ推進（就労資格の弾力化）
- 高齢者の自己負担率の引上げ（2割以上、年齢に応じた負担率の導入等）
- 健康を基準とした自己負担率の導入（基本負担を6割とし、メタボ基準以下は3割、喫煙者は7割とする
- 米国等との疾病分類の統一化（これに基づき診療報酬を決定）
- 病院（国立病院・大学病院・地方病院等、クリニックを含む）の監督の一本化
- 医療分野へのマイナンバー制度の早期導入
- 高度な診療・手術の可能な病院の集中化・絞り込み（臨床研究中核病院の機能集中の加速化など）
- 介護施設等への外国人労働者の受け入れ解禁
- 保育所設置基準等の保育規制行政の地方移管
- 解雇規制の緩和・合理化（金銭解決などを含む）
- 社外取締役を導入した企業に対する解雇規制の緩和
- 有期雇用契約の自由化（60歳以上の労働者を対象とするなど）
- 全てのスキルレベルにおけるビザの発給要件の緩和（労働ビザの緩和）
- 積極的な移民政策の推進（医療、介護、農業の分野など）
- 海外留学（一年間）を大学卒業のための必須要件化
- 大学卒業基準としてTOEFLを採用
- 遠隔教育の推進
- 教育行政の所管を、文部科学省から特区担当又は地方自治体へ一部移管
- 教員給与の算定基準に実力テストを採用
- 教育委員会の廃止・権限縮小
- 株式会社等による農地所有の解禁
- 農協への独占禁止法の適用
- 減反制度の廃止
- 米価設定の廃止
- 農地への不動産信託の導入
- 電力システム改革（小売自由化、発送電分離等）の早期実施
- エネルギー新技術に係る競争促進（省エネ住宅・電気自動車等）
- 「料理人」に対する就労ビザの発給要件の緩和（国内の調理学校卒業者及び海外での経験を有する者への対象拡大、料理の種類・料理人の国籍・就業地の紐付け撤廃）
- 「国際業務」ではなく「ファッション産業の専門職種」として、就労ビザの発給要件の緩和（国内の大学・専門学校卒業者及び海外で同等の教育を受けた人材、並びに、海外の実務経験を有する専門家への対象拡大）
- 公的データベースの民間開放（不動産等）
- 公務員の給料を民間と同一基準化
- マイナンバー制度に基づく行政コンシェルジュの推進
- 国家戦略特区推進のため特区担当部局が関係各省・自治体の人事を担当
- 外国法規に基づく教育・金融・法律・医療機関等の認可の推進
- 地方議会議員に対する選挙区毎の人口比例での議決権の配分
- 新聞の再販規制及び公正取引委員会からの特殊指定の廃止
- 金融関連記者への証券外務員試験の記者版合格を義務付け
- 官庁の記者クラブを廃止
- 企業業績やその他の重要情報漏洩への刑事罰適用

### 戦略特区：改革アイディアリストから抜擢
ロバート・フェルドマン モルガンスタンレーMUFG証券チーフエコノミスト 2013年7月8日（以下一部誤字修正）

#### 農業
- 減反制度を廃止する
- 米価設定を廃止する
- JAの独禁法免除を外す
- 農地不動産信託の導入
- 法人の農地保有解禁

#### 医療制度
- 高齢者の自己負担率を2割以上にする
  - 年齢型負担率の導入（例：C%=30%+[Age-70]）
  - 10万円の自己負担から、保険制度の支払いを開始する
- 健康KPIを元に、自己負担を決める
  - 基本負担を6割にして、メタボ基準達成者だけに30%に
  - 喫煙者は自己負担を7割に
- 疾病分類を一本化する
  - 米退役軍人健康庁の制度と共通化
  - 共通分類を基にした共通の治療報酬設定
- 全ての病院とクリニックの監督一本化（金融業界の金融庁のよう）
- 医療制度にMy Numberの早期導入
- ホスピス・介護施設に、海外労働者の自由化
- 先進国の医療機器認可を日本で認める
- 特別治療・手術の集中化

#### エネルギー
- 新技術の実験競争：交通及び住宅エネ・リフォーム
- 郊外の古いニュータウンを集中都市の実験に
- 電力自由化の早期導入

#### 教育
- 一年間の海外留学を卒業の必須科目に
- 大学卒業基準として、TOEFLを利用する
- 電子教育の徹底によって、教育質向上、コスト削減
- 大学の予算自由化、結果責任
- 文科省の教育管轄を特区に移管する
- 読み書き算盤を改善するための授業時間拡大
- 実力テストで基準設定。教員給料を基準実績に合わせる
- 教育委員会の廃止、権限縮小
- 学校評価制度のPDCA

#### 行政改革
- 公務員の給料を民間と「同一労働、同一賃金」に
- My Numberを基にした行政コンシエルジュ
- 上級役人の選択を特区庁に集中する
- 公的データーベースを民間利用に開放（特に不動産）
- 反社会勢力に関する全国情報バンク
- 日本版RICO法の導入
- 外国法律を基にする医療・教育・法律施設・機構（例えば、NY法の学校法人認可、金融機関認可）
- No Action Letterの再検討
- 民間勤務経験を官庁の昇格基準に（特に監督トップ）

#### 労働、企業統治
- 金銭的補償を基にした解雇規制の大幅緩和
- 解雇規制緩和の会社に外部取締り役の義務化
- 財務悪化企業の早期再編義務化（ドイツのよう）
- 保育所設置基準を地方管轄に
- 外国人のベビーシッター・保育士に関する規制も地方管轄に
- 60歳以上の労働者に対して、期間契約を全面容認
- 海外で「日本移民学校」を設置、卒業生に自動移民権を認める

#### 税制改革
- 法人税を20％台に下げる
- 税制政策を特区庁の管轄にする
- 合併の税制障害を外す
- 配当金の二重課税を廃止
- My Numberを利用して、納税強化を
- 特別税制措置を減らし、税ベースを広くして、税率を下げる
- 耕作放棄の農地を中心に、農地課税を高める
- 対内直接投資：数年間のゼロ税率（法人税・所得税・固定資産税）

#### 移民政策
- 全てのスキムレベルに労働ビザの緩和
- 積極移民募集
  - 医療介護
  - ホーム・ヘルパー
  - 農業

#### 自治体統治
- 地方議会議員に、選挙区ごとの人口比例で議決権を配分する

#### メディア改革
- 新聞の再販規制と公正取引委員会からの「特殊指定」廃止
- 「日刊新聞紙の発行を目的とする株式会社の株式の譲渡の制限等に関する法律」（1951年）の廃止
- 金融記者に外務員試験のジャーナリスト版合格を義務付け
- 官庁の記者クラブを廃止
- 全ての有資格記者を対象とする記者会見の公開
- 情報漏洩を防止するための法律を施行
- 企業業績やその他の重要情報漏洩に刑事罰を

#### その他
- 借地借家法の緩和（家主の権限強化）
- 成田・羽田間の高速鉄道（東京駅経由）
- 成田・仙台間の高速鉄道
- 関空に高速鉄道、伊丹を閉鎖

## 著作

### 訳著
- 『日本の金融市場：財政赤字、ジレンマ、および規制緩和』 MITプレス、1986年
- 『日本の衰弱』 東洋経済新報社、1996年
- 『日本の再起』 東洋経済新報社、2001年
- 『戦前の日本の経済成長』 中村隆英、イエール大学出版
- 『一流アナリストの「7つ道具」―フェルドマン直伝!「掛け算」の知的生産術 (ピンポイント選書)』 プレジデント社、2008年
- 『フェルドマン式知的生産術 ― 国境、業界を越えて働く人に』 プレジデント社、2012年
- 『フェルドマン博士の 日本経済最新講義』 文藝春秋、2015年

## 出演

### テレビ番組
- ワールドビジネスサテライト（テレビ東京系） - コメンテーターとして不定期出演
- 日曜討論（日本放送協会） - コメンテーターとして不定期出演